# Вандышево (п/о Дюдьково)
В том числе ещё одна деревня с таким названием есть в том же поселении и сельском округе, но та деревня расположена на значительном удалении от Волги, стоит на берегу речки Языковки, притока Черёмухи, и обслуживается почтовым отделением посёлка Лом. Кроме того ещё одна деревня с таким названием стоит ещё ближе предыдущей к посёлку Лом, но она находится на территории Большесельского района.
Ва́ндышево (в документах администрации Вандышево (31 км)) — деревня Ломовского сельского округа в Октябрьском сельском поселении Рыбинского района Ярославской области .
Деревня расположена, в юго-восточной части поселения, она удалена примерно на 2 км на северо-восток от автомобильной дороги Р151 Рыбинск—Ярославль, между этой дорогой и правым волжским берегом, который удалён примерно на 1 км к северо-востоку. Она стоит на правом и высоком и обрывистом берегу небольшого ручья "Зайчиха", текущего на север. На этом ручье стоят четыре деревни Левино,  Запрудново, Вандышево и Менчиково. Вдоль этого ручья проходит дорога, выходящая через Запрудново к дороге Ярославль-Рыбинск. Просёлочная дорога в юго-восточном направлении ведёт вдоль берега Волги к деревням Ескино и Подносково. На запад от Вандышево стоит крупная деревня, фактически посёлок, Дюдьково, в нём имеются многоквартирные благоустроенные дома и другие элементы инфраструктуры: средняя школа, медицинская амбулатория, отделение сбербанка, почта. Приволжье и Дюдьково связаны просёлочной дорогой длиной около 2 км .
Деревня Вандышева указана на плане Генерального межевания Борисоглебского уезда 1792 года. По сведениям 1859 года деревня Вандышево относилась к Романово-Борисоглебскому уезду .
На 1 января 2007 года в деревне числилось 1 постоянный житель. Почтовое отделение, расположенное в деревне Дюдьково, обслуживает в деревне 6 домов .